# لورینگتون
لورینگتون (به انگلیسی: Leverington) یک روستا و محله مدنی در بریتانیا است که در فنلند، کمبریج‌شر واقع شده‌است. لورینگتون ۳٬۳۳۹ نفر جمعیت دارد.